# Boletín de la Sociedad Botánica de México
Boletín de la Sociedad Botánica de México (abreviado Bol. Soc. Bot. México) fue una revista con ilustraciones y descripciones botánicas editada en México por la Sociedad Botánica de México. Se publicó desde el año 1955 hasta el 2011. Fue precedida por el Sociedad Botánica de México. Boletín. Actualmente se llama Botanical Sciences.